# Rhinoraja odai
Rhinoraja odai is een vissoort uit de familie van de Arhynchobatidae. De wetenschappelijke naam van de soort is voor het eerst geldig gepubliceerd in 1958 door Ishiyama.